# Entschließung
Eine Entschließung ist in der Rechtssprache Österreichs ein Rechtsakt, der von den obersten Organen gesetzt wird, auch gegenüber den anderen innerhalb der Gewaltenteilung. Es gibt zwei Formen, die Entschließung des Bundespräsidenten und die Entschließung des Nationalrats oder Entschließung des Bundesrats.
Der Begriff geht auf die Kaiserlichen Entschliessung zurück, eine der Formen der legislativen Willensäußerungen des Monarchen in der Habsburgermonarchie.

## Entschließung des Bundespräsidenten
Durch eine Entschließung durch den Bundespräsidenten als Teil der Exekutive werden die meisten Funktionen dieses Amtes ausgeübt, etwa die Ernennung der Bundesregierung (Kontrolle der Administrative), die Auflösung des Nationalrats (Kontrolle des Parlamentarismus), die Beurkundung von Gesetzen (Kontrolle von Regierung und Gesetzgeber), die Erteilung von Begnadigungen (Eingriff in die Judikative), aber auch gänzliche eigenständige Befugnisse wie die Verleihung von Ehrentiteln.
Die meisten Entschließungen des Bundespräsidenten bedürfen eines Vorschlags der Bundesregierung oder eines Bundesministers, und der Gegenzeichnung des Bundeskanzlers oder eines Bundesministers.

## Parlamentarische Entschließung
Außerdem haben auch der Nationalrat und der Bundesrat das Recht, Wünsche über die Ausübung der Vollziehung in Form von Entschließungen (Resolutionen) an die Bundesregierung zu äußern (Parlamentarische Entschließung). Sie sind ein Instrument der parlamentarischen Kontrolle über die Bundesregierung, in dem Maßnahmen eingefordert werden, die das Parlament als Legislative nicht beschließen kann, etwa, weil sie nicht in Form eines Gesetzes abgehandelt werden können, oder als Aufforderung, einen Gesetzesentwurf vorzulegen oder abzuändern.